# Heteroponera imbellis
Heteroponera imbellis är en myrart som först beskrevs av Carlo Emery 1895.  Heteroponera imbellis ingår i släktet Heteroponera och familjen myror. Inga underarter finns listade i Catalogue of Life.